# Накаджима Ki-84 Хаяте
Накаджима Ki-84 Хаяте (Nakajima Ki-84 Hayate; на японски: 疾風 – Hayate, „ураган“) е японски едноместен изтребител – моноплан от периода на Втората световна война. Разработен в началото на 1940-те години от фирмата Nakajima и е един от най-добрите японски самолети от този клас.

## Създаване
Малко преди удара по Пърл Харбър, с който започват бойните действия на Тихоокеанския театър, щабът на японската армейска авиация започва да търси заместник на основния армейски изтребител Ki-43 Hayabusa. След консултации с конструкторите от Накаджима, на 29 декември на фирмата са изпратени конкретните изисквания: новият изтребител трябва да запази маневреността на предшественика си, като скоростта му бъде увеличена (изисквани са 640 – 685 km/h); радиусът на действие трябва да е не по-малък от 400 km, а въоръжението да се състои от 2 × 20-mm авиационни оръдия Ho-5 и 2 × 12.7-mm картечници Ho-103. Военните изискват и увеличаване на защитеността на машината – традиционно слаба при японските изтребители в началото на войната, – резервоарите трябва да са протектирани (самозапушващи се при пробив), а пилотската кабина – бронирана. Друго важно условие е новият изтребител да бъде технологично лесен за производство. За двигател на новата машина е предвиден мощният звездообразен На 45 (2000 hp) с въздушно охлаждане.
Близо година преди това в Накаджима е разработен изтребителят Ki-62, който е с двигател На 40 с течно охлаждане (лицензен вариант на немския DB 601A). Този изтребител губи съревнованието с конкурента си Ki-61 Hien на Kawasaki, но натрупаният при проектирането му опит е въплътен в разработката на новия Ki-84. Благодарение на това първият прототип на новата машина е готов сравнително бързо – още през март 1943 г. и след месец прави първия си полет, а през юни 1943 г. и втория. Максималната скорост, постигната от прототипите е 624 km/h, което е по-малко от изискваното, но от Nakajima се справят добре с условието за бързо внедряване в серийно производство – самолетът е създаден така, че да могат да се ползват монтажните линии за Ki-43.
В средата на 1943 г., още преди приключването на заводските изпитания, е поръчана нулева серия за войскови изпитания. Тя възлиза на 83 машини, като последните са готови през март 1944 г. През септември 1943 г. със самолет от нулевата серия са проведени сравнителни изпитания с изтребителя-прехващач Ki-44 Shoki и немски Fw 190A-5, при които се оказва, че новият изтребител превъзхожда и двата самолета по маневреност, отстъпвайки на Fw 190 в скорост. През април 1944 г., след известни доработки, самолетът влиза в серийно производство, получавайки армейското обозначение Изтребител Тип 4, модел А (四式戦闘機; yon-shiki-sen-tou-ki) и името Hayate. Кодовото име, дадено му от съюзниците е Frank (Франк).

## Модификации
- Ki-84a – Първи прототип.
- Ki-84b – Преходен модел към предсерийните машини.
- Ki-84c – Предсериен вариант.
- Ki-84-Ia Hayate – Първи сериен вариант. Произвеждан в най-големи количества. Въоръжен с 2 × 20-mm оръдия Ho-5 и 2 × 12.7-mm картечници Ho-103.
- Ki-84-Ib – Вариант, въоръжен с 4 × 20 mm оръдия Ho-5
- Ki-84-Ic – Въоръжение 2 × 20 mm Ho-5 и 2 × 30 mm оръдия Ho-155. Предназначен за борба със стратегическите бомбардировачи, но няма данни да е използван в сражения.
- Ki-84-II Hayate Kai – Вариант, при който стабилизаторите и краищата на полукрилата са изработени от дърво, поради липсата на все по-дефицитния алуминий. Появява се през пролетта на 1945 г. и бързо измества Ki-84-I от производство. Изработван е с двигатели На-45/21, На-45/23 и На-45/25.
- Ki-84N – Проект за височинен прехващач с двигател На-219 (2400 hp). Остава проект.
- Ki-84P – Проект за височинен прехващач с двигател На-44/13 (2450 hp) и увеличена площ на крилата. Остава проект.
- Ki-84R – Проект за височинен прехващач, представляващ сериен Ki-84, оборудван с туброкомпресор. Остава проект.
- Ki-106 – Прототип, представляващ сериен Ki-84, чиято конструкция е изцяло от дърво. Масата нараства с около 300 kg и, въпреки че скоростта е запазена, намаляват маневреността и скороподемността. Изработени два прототипа.
- Ki-113 – Прототип, чиято конструкция и обшивка са изцяло от стомана. Първи полет през юни 1945 г. Въпреки че нарасналата маса влошава летателните характеристики на машината, са поръчани още 3 прототипа и нулева серия от 30 самолета. Невъзможността за обработка на стоманата в завода в Ота анулира поръчката.
- Ki-116 – Вариант, предложен от конструкторите на дъщерната фирма Маншу в Харбин, Китай, където е пренесено част от производството на изтребителя. Тъй като по време на експлоатацията на Ki-84 се оказва, че двигателят На-45 е капризен, от Маншу предлагат той да бъде заменен с по-стария, но по-надежден Ha-33. На-33 е по-маломощен (1350 hp), но е доста по-лек – в резултат Ki-116 е близо 500 kg по-лек от базовия модел, а има и още резерви за намаляването на масата. Прототипът показва максимална скорост от 700 km/h, но краят на войната попречва на серийното му производство.

## Оператори
- Япония
- Китай
- Тайван
- Индонезия

## Оперативна история
Първата част, въоръжена с новия изтребител (със самолети от нулевата серия) е специална ескадрила, сформирана през октомври 1943 г., която има за цел да проведе последни изпитания и да изработи най-подходящата тактика за използването му в битка. През март 1944 г. тази ескадрила е разформирована и на нейна база е създаден 22-ри сентай (Sentai, авиополк), изпратен през лятото на същата година в Ханкоу, Китай, където американските изтребители P-38 Lightning и P-51 Mustang господстват във въздуха. Срещата с Ki-84 е неприятна изненада за американските пилоти – той не отстъпва на модерните американски изтребители по скорост и скороподемност, превъзхождайки ги значително по маневреност и постепенно 22-ри сентай завоюва превъзходството във въздуха.
До края на 1944 г. с Ki-84 са превъоръжени още 15 авиополка (5 от тях са новосформирани) и по този начин Ki-84 става най-масовият изтребител на Японската армейска авиация в последните месеци от войната.
Част от тези авиополкове през септември – октомври 1944 г. са прехвърлени на Филипините, където трябва да участват в отразяването на очаквания американски десант. В битката за Филипините се проявяват недостатъците на новата машина, дължащи се на проблемния двигател и на некачествената изработка. Докато машините от нулевата серия (с които е въоръжен 22-ри сентай) са изработени от качествени материали и добре подготвени работници, то нещата при изтребителите от масовите серии не стоят така. Летателните характеристики на тези самолети са силно занижени в сравнение с тези от нулевата серия вследствие на лошата направа. Най-големи проблеми създава колесникът – стойките му са изработени от некачествена стомана и се чупят при кацане. Двигателите На 45/11 и На 45/12 се оказват много капризни и често дават дефекти – някои от проблемите с двигателите са разрешени при по-късните серии, но други остават до края на войната. Дефекти показват и хидравличната, и горивната система. За сериозността на тези проблеми е особено показателен следният пример: На 4 ноември 1944 г. от Япония излитат 80 Ki-84 за пребазиране на Филипините. От тях само 14 достигат крайната цел – останалите 66 или се разбиват при кацане, или не могат да продължат поради технически проблеми.
В началото на битката за Филипините Ki-84 са използвани като пикиращи бомбардировачи за удари по американските десантни съдове и укрепилите се на остров Лейте войски. В този период японската авиация има числено превъзходство, но, от една страна многобройните технически проблеми приковават голяма част от самолетите на земята, а от друга, през октомври САЩ пребазират голямо количество изтребители на театъра на бойните действия и японската авиация губи битката във въздуха. По-късно самолетите Ki-84 се сражават и в битката за Окинава, а в края на войната част от тях са използвани в ролята на камикадзе за самоубийствени атаки срещу американски кораби.
Трофейни изтребители Ki-84 „Hayate“ са използвани и от силите на КНР в Китайската гражданска война, пилотирани от японски наемници, но липсата на резервни части бързо преустановява дейността им. С такива изтребители разполага и противниковата страна – силите на Гоминдана – но няма сведения да са използвани в сражения.
Трофейни изтребители от този тип има и в Индонезия, където са използвани в сраженията с нидерландските части по време на Индонезийската национална революция.